# Поремба (Ліпський повіт)
Поремба (пол. Poręba) — село в Польщі, у гміні Ліпсько Ліпського повіту Мазовецького воєводства.
Населення — 241 особа (2011).
У 1975-1998 роках село належало до Радомського воєводства.

## Демографія
Демографічна структура станом на 31 березня 2011 року:
|          | Загалом | Допрацездатний вік | Працездатний вік | Постпрацездатний вік |
| -------- | ------- | ------------------ | ---------------- | -------------------- |
| Чоловіки | 117     | 26                 | 77               | 14                   |
| Жінки    | 124     | 16                 | 75               | 33                   |
| Разом    | 241     | 42                 | 152              | 47                   |